# Valériane des rochers
Valeriana saxatilis
Espèce
La Valériane des rochers (Valeriana saxatilis) est une espèce de plantes de la famille des Caprifoliacées, qui croît dans les zones calcaires des Alpes orientales.

## Description
C'est une plante vivace (hémicryptophyte), dont les tiges mesurent de 5 à 30 cm de haut.
Les fleurs, de 1 à 2 mm, généralement blanches, parfois légèrement roses, sont en forme de panicules, moins abondants et moins en forme de parapluie que la plupart des autres espèces de valériane. La floraison a lieu en juin et juillet.